# Geórgios Bárboglis
Geórgios Bárboglis ou Geórgios Várvoglis  (grec moderne : Γεώργιος Βάρβογλης ou Βάρβογλους, Μπάρμπογλης ou Μπάρμπογλους) était un militaire et homme politique grec qui participa à la guerre d'indépendance grecque.
La famille de Geórgios Bárboglis aurait fui Constantinople après sa chute pour d'abord s'installer à Serrès puis Tripolizza, soit directement soit depuis Venise durant la guerre de Morée : Constantin Bárboglis, un des ancêtres de Geórgios Bárboglis servait en effet dans l'armée de Morosini.
Son père, nommé aussi Geórgios était né à Tripolizza, vers 1734, avait fait ses études à Serrès puis fait fortune dans le commerce à Odessa et revint s'installer dans sa ville natale. Son fils Geórgios naquit probablement dans les années 1760. L'échec de la « révolution d'Orloff » eut pour conséquence de ruiner la famille, après la mort du père. Malgré tout, Geórgios Bárboglis fit à nouveau fortune et revint parmi les primats de Tripolizza. Il se maria et eut (au moins) deux fils, qui combattirent aussi pendant la guerre d'indépendance grecque : Sotiráki et Panagiótis qui naquit en 1799 et qui fut député et ministre. Le fils de Panagiótis, Phílippos Várvoglis fut lui aussi député et ministre. Le musicien Mários Várvoglis est le fils de Phílippos, donc l'arrière petit-fils de Geórgios Bárboulis.
Geórgios Bárboulis se retrouva coincé dans la ville au commencement du siège par les troupes grecques (1821) mais réussit à sortir avant l'assaut final.
Il s'engagea dans les opérations militaires et dans la vie politique. Il fut élu à l'assemblée nationale d'Astros en 1823.

## Sources
- (el) Phótios Chrysanthópoulos, Βίοι Πελοποννησίων ανδρών και των εξώθεν εις την Πελοπόννησον ελθόντων κληρικών, στρατιωτικών και πολιτικών των αγωνισαμένων τον αγώνα της επαναστάσεως, Athènes, Stávros Andrópoulos,‎ 1888, 335 p. (lire en ligne) pp. 203-204
- (el) Parlement grec, Μητρώο Πληρεξουσίων, Γερουσαστών και Βουλευτών. 1822-1935, Athènes, Parlement grec,‎ 1986, 159 p. (lire en ligne) [PDF]
- (el) Les kodjabashis (primats) d'Arcadie